# Pšovlky
Pšovlky település Csehországban, Rakovníki járásban. Pšovlky Senomaty, Šanov, Řeřichy, Kolešovice, Přílepy, Oráčov és Švihov településekkel határos. Lakosainak száma 272 fő (2024. január 1.).

## Népesség
A település lakosságának változását az alábbi diagram mutatja:
| Lakosok száma | 389  | 444  | 501  | 317  | 267  | 308  | 312  | 314  | 266  | 272  |
|               | 1869 | 1900 | 1921 | 1961 | 1980 | 2011 | 2016 | 2019 | 2021 | 2024 |